# Кованько, Пётр Леонидович
Петр Леонидович Кованько (9 июля 1876, Перекоп, Таврическая губерния — не ранее 1959) — русский и советский правовед и экономист.

## Биография
Родился в 1876 году в Перекопе. После окончания юридического факультета Университета св. Владимира в 1899 году, был оставлен на кафедре финансового права для подготовки к профессорскому званию. Одновременно занимался преподаванием права в Киевской женской торговой школе (с 1900) и Киевском женском коммерческом училище (с 1904).
После того как сдал 1909 году магистерские экзамены в 1910 году перешёл на должность приват-доцента Киевского университета. В 1911—1914 годах находился в заграничных научных командировках (Берлин, Мюнхен, Париж). В 1914 году защитил магистерскую диссертацию, в 1919 году избран профессором университета.
Одновременно с 1913 года доцент, а с 1914 — экстраординарный профессор кафедры прикладной экономики Киевского коммерческого института. В 1917—1919 годах был деканом экономического факультета этого института.
В 1919 на защиту докторской диссертации издал монографию по финансовым проблемам городского землевладения, но саму защиту не прошел из-за революционных событий.
В сентябре 1919 — июне 1921 преподавал в Кубанском политехническом институте и Кубанском университете (Краснодар).
После возвращения в Киев в 1921 году, на должности декана социально-правового факультета (юридического) факультета, а с декабря 1921 — декан социально-экономического факультета Киевского института народного хозяйства. С 1926 года — профессор КИНГ и по совместительству профессор и в 1926—1927 годах декан кредитного факультета Киевского кооперативного института. Также преподавал в торгово-промышленном техникуме.
В октябре 1930 года уволен из Киевского института народного хозяйства в связи с реорганизацией. Во время 2-й мировой войны эмигрировал в Германию, был коллаборационистом. Работал в Институте по изучению СССР в Мюнхене как П. Л. Кованько-Кованькивский.

## Научная деятельность
Один из ведущих учёных в области финансов и финансового права. Кафедра местных финансов, которую создал в 1919 году при Киевском коммерческом институте, была первой такого рода на территории будущего Советского Союза. Научные исследования были посвящены прежде всего проблемам бюджетного права. В эмиграции изучал бюджетную политику СССР, в последних трудах критиковал «советский империализм» в целом.
Был членом Комиссии для выучивания финансовых и банковских вопросов ВУАН в 1926—1928 годах. Был членом научной ассамблеи и ученого совета Институте по изучению СССР в Мюнхене. Действительный член УСАН в Канаде.

## Публикации
Научное наследие ученого составляет более 30 научных трудов, основные из них:
- Главнейшие реформы, проведенные Н. Х. Бунге в финансовой системе России. Опыт критической оценки деятельности Н. Х. Бунге как министра финансов (период с 1881 по 1887 гг.). К., 1901;
- Конспект курса коммерции для торговых школ. Ч. 1-2. К., 1901-02; Педагогический авторитет. К., 1905;
- Содержание и сущность бюджетного права. К., 1910; Государственные расходы России по предметам назначения за 1903—1911 гг. / Тр. Киев. юридическим. об-ва, состоящего при Ун-том св. Владимира за 1909-10 гг. К., 1912;
- Реформа 19 февраля 1861 года и ее последствия с финансовой точки зрения. (Выкупная операция: 1861—1907 гг.). К., 1914;
- Финансовые проблемы землевладения русских городов // Изв. Киев. коммерчес. ин-та. 1919. Т. 32; Коммунальные предприятия на Украине // Науч. зап. Киев. ин-та нар. хоз-ва. 1924. Т. 4-5;
- Бюджеты городов Украины. Х., 1925;
- Финансы СССР во вторую мировую войну. Мюнхен, 1951;
- Финансы СССР после второй мировой войны: (В сравнительном освещении). Мюнхен, 1954;
- Бюджет СССР: Историко-критический обзор. Мюнхен, 1956.